# (690) Wratislavia
(690) Wratislavia est un astéroïde de la ceinture principale découvert le 16 octobre 1909 par l'astronome Joel Hastings Metcalf.
Il a été ainsi baptisé (en latin) en référence à la ville polonaise de Wrocław. 